# Kebotseng Moletsane
Kebotseng Katlego Getrude Moletsane (* 3. März 1995) ist eine südafrikanische Fußballtorhüterin.

## Karriere

### Vereine
Moletsane ist derzeit für Bloemfontein Celtic aktiv.

### Nationalmannschaft
Sie war Teil der südafrikanischen A-Nationalmannschaft beim Afrika-Cup der Frauen 2022, welche dort zum ersten Mal Afrikameister wurde. Sie selbst kam nicht zum Einsatz. Später war sie auch Teil der Mannschaft bei der COSAFA Women’s Championship 2022.
Am 23. Juni 2023 wurde sie für den finalen Kader bei der Weltmeisterschaft 2023 nominiert. Laut FIFA hatte sie zu diesem Zeitpunkt zumindest einen Länderspieleinsatz.